# 長崎市立小江原中学校
長崎市立小江原中学校（ながさきしりつ こえばるちゅうがっこう、Nagasaki City Koebaru Junior High School）は、長崎県長崎市柿泊町にある公立中学校。略称「原中」（ばるちゅう）。

## 概要
歴史
小江原団地の開発で、小江原地区の人口が増加したことより、1983年（昭和58年）に新設された。2013年（平成25年）に創立30周年を迎えた。
校訓
「清新・明朗・探求」
校章
校名の「小」と「中」の文字を組み合わせたものである。
校歌
1985年（昭和60年）に制定。作詞は当時在職中の職員、作曲は春野静香による。歌詞は3番まであり、校名は登場しないが、1番に「清新」、2番に「明朗」、3番に「探求」と、校訓が登場する。
校区
長崎市立小江原小学校、長崎市立桜が丘小学校、長崎市立手熊小学校、長崎市立式見小学校校区。

## 沿革
- 1983年（昭和58年）
  - 2月1日 - 小江原中学校開設準備委員会が設置される。
  - 4月1日 - 「長崎市立小江原中学校」（現校名）が開校。
  - 4月6日 - 開校式を挙行。2年132名と3年135名、合計267名が長崎市立淵中学校（小江原地区の生徒）と長崎市立福田中学校（手熊地区の生徒）より移籍。
  - 4月7日 - 第1回入学式を挙行。138名が入学。
  - 10月16日 - 開校記念祝賀式・祝賀大運動会を開催。
- 1984年（昭和59年）
  - 3月6日 - 校章を制定。
  - 12月11日 - 校旗が授与される。
- 1985年（昭和60年）1月30日 - 校歌を制定。
- 1990年（平成2年）3月30日 - 校舎（1階ピロティ、2階図書室、3・4階普通教室）を増築。 校舎1階普通教室（東側より2室）の間仕切りを実施。
- 1992年（平成4年）3月14日 - 育友会（PTA）が発足。
- 1994年（平成6年）3月30日 - コンピュータ室を設置。
- 1998年（平成10年）12月 - カウンセリング室が完成。
- 1999年（平成11年）1月31日 - 1階ピロティ部分を普通教室に改修。
- 2009年（平成21年）9月3日 - 運動場を改修。
- 2010年（平成22年）4月1日 - 特別支援学級を復級。
- 2020年（令和2年）4月1日 - 長崎市立式見中学校を統合[2]。

## アクセス
最寄りのバス停
- 長崎バス「角の尾」

最寄りの国道・県道
- 長崎県道112号長崎式見港線

## 周辺
- 長崎市総合運動公園（かきどまり）
- 出口病院
- 小江原ゴルフセンター
- 長崎市立桜が丘小学校

## 関連事項
- 長崎県中学校一覧